# Equitazione ai Giochi olimpici
L'equitazione, unica disciplina che coinvolge un animale, fece il suo debutto ai Giochi olimpici come disciplina ufficiale a Parigi 1900 con alcuni eventi legati ai salti. A Stoccolma 1912 ritorna ai Giochi rimanendovi fino ai giorni nostri con competizioni di salto, dressage e concorso completo disputate individualmente ed in squadra (dai 3 ai 4 membri a seconda dell'edizione). Non vi è distinzione tra uomini e donne, tutti gli eventi sono diventati o nati misti, taluni eventi erano unicamente maschili, legati soprattutto al rango militare. Le donne fecero la comparsa prima a Helsinki 1952 nel dressage; a seguire nel 1956 alle gare di salto, e infine da Tokyo 1964 nel concorso completo. Le nazionali possono scegliere il fantino senza alcun obbligo di quota minima maschile/femminile all'interno della squadra convocata.

## Medagliere
Il seguente medagliere, aggiornato a Parigi 2024. In corsivo le nazioni (o le squadre) non più esistenti.
| Pos | Nazione                   | Oro | Argento | Bronzo | Totale |
| --- | ------------------------- | --- | ------- | ------ | ------ |
| 1   | Germania                  | 32  | 15      | 14     | 61     |
| 2   | Svezia                    | 18  | 13      | 14     | 45     |
| 3   | Francia                   | 15  | 16      | 14     | 45     |
| 4   | Gran Bretagna             | 15  | 12      | 18     | 45     |
| 5   | Stati Uniti               | 11  | 24      | 20     | 55     |
| 6   | Germania Ovest            | 11  | 5       | 9      | 25     |
| 7   | Paesi Bassi               | 10  | 13      | 5      | 28     |
| 8   | Italia                    | 7   | 9       | 7      | 23     |
| 9   | Australia                 | 6   | 5       | 4      | 15     |
| 9   | Unione Sovietica          | 6   | 5       | 4      | 15     |
| 11  | Svizzera                  | 5   | 11      | 8      | 24     |
| 12  | Squadra Unificata Tedesca | 5   | 5       | 4      | 14     |
| 13  | Belgio                    | 5   | 2       | 7      | 14     |
| 14  | Nuova Zelanda             | 3   | 2       | 5      | 10     |
| 15  | Canada                    | 2   | 2       | 3      | 7      |
| 16  | Messico                   | 2   | 1       | 4      | 7      |
| 17  | Polonia                   | 1   | 3       | 2      | 6      |
| 18  | Spagna                    | 1   | 2       | 1      | 4      |
| 19  | Austria                   | 1   | 1       | 1      | 3      |
| 20  | Brasile                   | 1   | 0       | 2      | 3      |
| 21  | Giappone                  | 1   | 0       | 1      | 2      |
| 22  | Cecoslovacchia            | 1   | 0       | 0      | 1      |
| 23  | Danimarca                 | 0   | 5       | 2      | 7      |
| 24  | Cile                      | 0   | 2       | 0      | 2      |
| 25  | Romania                   | 0   | 1       | 1      | 2      |
| 26  | Argentina                 | 0   | 1       | 0      | 1      |
| 26  | Bulgaria                  | 0   | 1       | 0      | 1      |
| 26  | Norvegia                  | 0   | 1       | 0      | 2      |
| 29  | Portogallo                | 0   | 0       | 3      | 3      |
| 30  | Arabia Saudita            | 0   | 0       | 2      | 2      |
| 31  | Irlanda                   | 0   | 0       | 1      | 1      |
| 31  | Ungheria                  | 0   | 0       | 1      | 1      |

## Albo d'oro
NB: A ciascun cavaliere medagliato corrisponde un cavallo altrettanto premiato, segnalato nelle gare individuali accanto al nome dei cavalieri.

### Dressage

#### Individuale
| Edizione                                          | Oro                                               | Argento                                   | Bronzo                                     |
| ------------------------------------------------- | ------------------------------------------------- | ----------------------------------------- | ------------------------------------------ |
| Stoccolma 1912                                    | Carl Bonde / Emperor                              | G.A. Boltenstern Sr. / Neptun             | Hans von Blixen-Finecke / Maggie           |
| Anversa 1920                                      | Janne Lundblad / Uno                              | Bertil Sandström / Sabel                  | Hans von Rosen / Running Sister            |
| Parigi 1924                                       | Ernst Linder / Piccolomino                        | Bertil Sandström / Sabel                  | Xavier Lesage / Plumard                    |
| Amsterdam 1928                                    | C.F. von Langen / Draufgänger                     | Charles Marion / Linon                    | Ragnar Ohlson / Günstling                  |
| Los Angeles 1932                                  | Xavier Lesage / Taine                             | Charles Marion / Linon                    | Hiram Tuttle / Olympic                     |
| Berlino 1936                                      | Heinz Pollay / Kronos                             | Friedrich Gerhard / Absinth               | Alois Podhajsky / Nero                     |
| Londra 1948                                       | Hans Moser / Hummer                               | André Jousseaume / Harpagon               | G.A. Boltenstern Jr. / Trumf               |
| Helsinki 1952                                     | Henri Saint Cyr / Master Rufus                    | Lis Hartel / Jubilee                      | André Jousseaume / Harpagon                |
| Melbourne 1956                                    | Henri Saint Cyr / Juli                            | Lis Hartel / Jubilee                      | Liselott Lisenhoff / Adular                |
| Roma 1960                                         | Sergej Filatov / Absent                           | Gustav Fischer / Wald                     | Josef Neckermann / Asbach                  |
| Tokyo 1964                                        | Henri Chammartin / Wörmann                        | Harry Boldt / Remus                       | Sergej Filatov / Absent                    |
| Città del Messico 1968                            | Ivan Kizimov / Ikhor                              | Josef Neckermann / Mariano                | Reiner Klimke / Dux                        |
| Monaco di Baviera 1972                            | Liselott Linsenhoff / Piaff                       | Elena Petuškova / Pepel                   | Josef Neckermann / Venetia                 |
| Montréal 1976                                     | Christine Stückelberger / Granat                  | Harry Boldt / Woycek                      | Reiner Klimke / Mehmed                     |
| Mosca 1980                                        | Elisabeth Theurer / Mon Cherie                    | Jurij Kovšov / Igrok                      | Viktor Ugrjumov / Škval                    |
| Los Angeles 1984                                  | Reiner Klimke / Ahlerich                          | Anne Grethe Jensen / Marzog               | Otto Hofer / Limandus                      |
| Seul 1988                                         | Nicole Uphoff / Rembrandt                         | Margit Otto-Crépin / Corlandus            | Christine Stückelberger / Gauguin de Lully |
| Barcellona 1992                                   | Nicole Uphoff / Rembrandt                         | Isabell Werth / Gigolo                    | Klaus Balkenhol / Goldstern                |
| Atlanta 1996                                      | Isabell Werth / Gigolo                            | Anky van Grunsven / Bonfire               | Sven Rothenberger / Weyden                 |
| Sydney 2000                                       | Anky van Grunsven / Bonfire                       | Isabell Werth / Gigolo                    | Ulla Salzgeber / Rustry                    |
| Atene 2004                                        | Anky van Grunsven / Salinero                      | Ulla Salzgeber / Rusty                    | Beatriz Ferrer-Salat / Beauvalais          |
| Pechino 2008                                      | Anky van Grunsven / Salinero                      | Isabell Werth / Satchmo                   | Heike Kemmer / Bonaparte                   |
| Londra 2012                                       | Charlotte Dujardin / Valegro                      | Adelinde Cornelissen / Parzival           | Laura Bechtolsheimer / Mistral Højris      |
| Rio de Janeiro 2016                               | Charlotte Dujardin / Valegro                      | Isabell Werth / Weihegold Old             | Kristina Bröring-Sprehe / Desperados       |
| Tokyo 2020                                        | Jessica von Bredow-Werndl / TSF Dalera            | Isabell Werth / Bella Rose 2              | Charlotte Dujardin / Gio                   |
| Parigi 2024                                       | Jessica von Bredow-Werndl / TSF Dalera BB         | Isabell Werth / Wendy                     | Charlotte Fry / Glamourdale                |
| Atleta meglio premiato: Anky van Grunsven (3/1/0) | Atleta meglio premiato: Anky van Grunsven (3/1/0) | Nazione meglio premiata: Germania (6/7/4) | Nazione meglio premiata: Germania (6/7/4)  |

#### Squadre
| Edizione                                  | Oro                                       | Argento                                   | Bronzo                                    |
| ----------------------------------------- | ----------------------------------------- | ----------------------------------------- | ----------------------------------------- |
| Amsterdam 1928                            | Germania                                  | Svezia                                    | Paesi Bassi                               |
| Los Angeles 1932                          | Francia                                   | Svezia                                    | Stati Uniti                               |
| Berlino 1936                              | Germania                                  | Francia                                   | Svezia                                    |
| Londra 1948                               | Francia                                   | Stati Uniti                               | Portogallo                                |
| Helsinki 1952                             | Svezia                                    | Svizzera                                  | Germania Ovest                            |
| Melbourne 1956                            | Svezia                                    | Squadra Unificata Tedesca                 | Svizzera                                  |
| Roma 1960                                 | Evento non incluso nel programma olimpico | Evento non incluso nel programma olimpico | Evento non incluso nel programma olimpico |
| Tokyo 1964                                | Squadra Unificata Tedesca                 | Svizzera                                  | Unione Sovietica                          |
| Città del Messico 1968                    | Germania Ovest                            | Unione Sovietica                          | Svizzera                                  |
| Monaco di Baviera 1972                    | Unione Sovietica                          | Germania Ovest                            | Svezia                                    |
| Montréal 1976                             | Germania Ovest                            | Svizzera                                  | Stati Uniti                               |
| Mosca 1980                                | Unione Sovietica                          | Bulgaria                                  | Romania                                   |
| Los Angeles 1984                          | Germania Ovest                            | Svizzera                                  | Svezia                                    |
| Seul 1988                                 | Germania Ovest                            | Svizzera                                  | Canada                                    |
| Barcellona 1992                           | Germania                                  | Paesi Bassi                               | Stati Uniti                               |
| Atlanta 1996                              | Germania                                  | Paesi Bassi                               | Stati Uniti                               |
| Sydney 2000                               | Germania                                  | Paesi Bassi                               | Stati Uniti                               |
| Atene 2004                                | Germania                                  | Spagna                                    | Stati Uniti                               |
| Pechino 2008                              | Germania                                  | Paesi Bassi                               | Danimarca                                 |
| Londra 2012                               | Gran Bretagna                             | Germania                                  | Paesi Bassi                               |
| Rio de Janeiro 2016                       | Germania                                  | Gran Bretagna                             | Stati Uniti                               |
| Tokyo 2020                                | Germania                                  | Stati Uniti                               | Gran Bretagna                             |
| Parigi 2024                               | Germania                                  | Danimarca                                 | Gran Bretagna                             |
| Nazione meglio premiata: Germania (9/1/0) |                                           |                                           |                                           |

### Salto

#### Individuale
| Edizione                                                                 | Oro                                                       | Argento                                   | Bronzo                                    |
| ------------------------------------------------------------------------ | --------------------------------------------------------- | ----------------------------------------- | ----------------------------------------- |
| Parigi 1900                                                              | Aimé Haegeman / Benton II                                 | G. van der Poele / Windsor Squire         | Louis de Champsavin / Terpsichore         |
| Evento non incluso nel programma olimpico nelle edizioni del 1904 e 1908 |                                                           |                                           |                                           |
| Stoccolma 1912                                                           | Jean Cariou / Mignon                                      | Rabod von Kröcher / Dohna                 | Emmanuel de Blommaert / Clonmore          |
| Anversa 1920                                                             | Tommaso Lequio / Trebecco                                 | Alessandro Valerio / Cento                | Carl-Gustaf Lewenhaupt / Mon Coeur        |
| Parigi 1924                                                              | Alphonse Gemuseus / Lucette                               | Tommaso Lequio / Trebecco                 | Adam Królikiewicz / Picador               |
| Amsterdam 1928                                                           | František Ventura / Elliot                                | Pierre Bertran de Balanda / Papillon      | Charles-Gustave Kuhn / Pepita             |
| Los Angeles 1932                                                         | Takeichi Nishi / Uranus                                   | Harry Chamberlain / Show Girl             | Clarence von Rosen / Empire               |
| Berlino 1936                                                             | Kurt Hasse / Tora                                         | Henri Rang / Delfis                       | József von Platthy / Sello                |
| Londra 1948                                                              | Humberto Mariles-Cortés / Arete                           | Rubén Uriza Castro / Harvey               | Jean d'Orgeix / Sucre de Pomme            |
| Helsinki 1952                                                            | Pierre Jonquères d'Oriola / Ali Baba                      | Óscar Cristi / Bambi                      | Fritz Thiedemann / Meteor                 |
| Melbourne 1956                                                           | Hans Günter Winkler / Halla                               | Raimondo D'Inzeo / Merano                 | Piero D'Inzeo / Uruguay                   |
| Roma 1960                                                                | Raimondo D'Inzeo / Posillipo                              | Piero D'Inzeo / The Rock                  | David Broome / Sunsalve                   |
| Tokyo 1964                                                               | Pierre Jonquères d'Oriola / Lutteur                       | Hermann Schridde / Dozent                 | Peter Robeson / Firecrest                 |
| Città del Messico 1968                                                   | William Steinkraus / Snowbound                            | Marion Coakes / Stroller                  | David Broome / Mister Softee              |
| Monaco di Baviera 1972                                                   | Graziano Mancinelli / Ambassador                          | Ann Moore / Psalm                         | Neal Shapiro / Sloopy                     |
| Montréal 1976                                                            | Alwin Schockemöhle / Warwick Rex                          | Michel Vaillancourt / Branch County       | François Mathy / Gai Luron                |
| Mosca 1980                                                               | Jan Kowalczyk / Artemor                                   | Nikolaj Korol'kov / Espadron              | Joaquín Pérez de las Heras / Alymony      |
| Los Angeles 1984                                                         | Joe Fargis / Touch of Class                               | Conrad Homfeld / Abdullah                 | Heidi Robbiani / Jessica V                |
| Seul 1988                                                                | Pierre Durand / Jappeloup                                 | Greg Best / Gem Twist                     | Karsten Huck / Nepomuk                    |
| Barcellona 1992                                                          | Ludger Beerbaum / Classic Touch                           | Piet Raijmakers / Ratina Z                | Norman Dello Joio / Irish                 |
| Atlanta 1996                                                             | Ulrich Kirchhoff / Jus de Pommes                          | Willi Melliger / Calvaro                  | Alexandra Ledermann / Rochet M            |
| Sydney 2000                                                              | Jeroen Dubbeldam / De Sjiem                               | Albert Voorn / Lando                      | Khaled Al-Eid / Khashm Al Aan             |
| Atene 2004                                                               | Rodrigo Pessoa / Baloubet du Rouet                        | Chris Kappler / Royal Kaliber             | Marco Kutscher / Montender 2              |
| Pechino 2008                                                             | Eric Lamaze / Hickstead                                   | Rolf-Göran Bengtsson / Ninja              | Beezie Madden / Authentic                 |
| Londra 2012                                                              | Steve Guerdat / Nino Des Buissonets                       | Gerco Schröder / London                   | Cian O'Connor / Blue Loyd 12              |
| Rio de Janeiro 2016                                                      | Nick Skelton / Big Star                                   | Peder Fredricson / All In                 | Eric Lamaze / Fine Lady 5                 |
| Tokyo 2020                                                               | Ben Maher / Explosion W                                   | Peder Fredricson / All In                 | Maikel van der Vleuten / Beauville Z      |
| Parigi 2024                                                              | Christian Kukuk / Checker 47                              | Steve Guerdat / Dynamix de Belheme        | Maikel van der Vleuten / Beauville Z      |
| Atleta meglio premiato: Pierre Jonquères d'Oriola (2/0/0)                | Atleta meglio premiato: Pierre Jonquères d'Oriola (2/0/0) | Nazione meglio premiata: Germania (5/1/3) | Nazione meglio premiata: Germania (5/1/3) |

#### Squadre
| Edizione                                     | Oro                       | Argento        | Bronzo         |
| -------------------------------------------- | ------------------------- | -------------- | -------------- |
| Stoccolma 1912                               | Svezia                    | Francia        | Germania       |
| Anversa 1920                                 | Svezia                    | Belgio         | Italia         |
| Parigi 1924                                  | Svezia                    | Svizzera       | Portogallo     |
| Amsterdam 1928                               | Spagna                    | Polonia        | Svezia         |
| Berlino 1936                                 | Germania                  | Paesi Bassi    | Portogallo     |
| Londra 1948                                  | Messico                   | Spagna         | Gran Bretagna  |
| Helsinki 1952                                | Gran Bretagna             | Cile           | Stati Uniti    |
| Melbourne 1956                               | Squadra Unificata Tedesca | Italia         | Gran Bretagna  |
| Roma 1960                                    | Squadra Unificata Tedesca | Stati Uniti    | Italia         |
| Tokyo 1964                                   | Squadra Unificata Tedesca | Francia        | Italia         |
| Città del Messico 1968                       | Canada                    | Francia        | Germania Ovest |
| Monaco di Baviera 1972                       | Germania Ovest            | Stati Uniti    | Italia         |
| Montréal 1976                                | Francia                   | Germania Ovest | Belgio         |
| Mosca 1980                                   | Unione Sovietica          | Polonia        | Messico        |
| Los Angeles 1984                             | Stati Uniti               | Gran Bretagna  | Germania Ovest |
| Seul 1988                                    | Germania Ovest            | Stati Uniti    | Francia        |
| Barcellona 1992                              | Paesi Bassi               | Austria        | Francia        |
| Atlanta 1996                                 | Germania                  | Stati Uniti    | Brasile        |
| Sydney 2000                                  | Germania                  | Svizzera       | Brasile        |
| Atene 2004                                   | Stati Uniti               | Svezia         | Germania       |
| Pechino 2008                                 | Stati Uniti               | Canada         | Svizzera       |
| Londra 2012                                  | Gran Bretagna             | Paesi Bassi    | Arabia Saudita |
| Rio de Janeiro 2016                          | Francia                   | Stati Uniti    | Germania       |
| Tokyo 2020                                   | Svezia                    | Stati Uniti    | Belgio         |
| Parigi 2024                                  | Gran Bretagna             | Stati Uniti    | Francia        |
| Nazione meglio premiata: Stati Uniti (3/7/1) |                           |                |                |

### Concorso completo

#### Individuale
| Edizione                                     | Oro                                          | Argento                                   | Bronzo                                    |
| -------------------------------------------- | -------------------------------------------- | ----------------------------------------- | ----------------------------------------- |
| Stoccolma 1912                               | Axel Nordlander / Lady Artist                | Harry von Rochow / Idealist               | Jean Cariou / Cocotte                     |
| Anversa 1920                                 | Helmer Mörner / Germania                     | Åge Lundström / Yrsa                      | Ettore Caffaratti / Caniche               |
| Parigi 1924                                  | Adolf Voort-Zijp / Silver-Piece              | Frode Kirkebjerg / Metoo                  | Sloan Doak / Pathfinder                   |
| Amsterdam 1928                               | Charles Pahud de M. / Marcroix               | Gerard de Kruyff / Va-T'en                | Bruno Neumann / Ilja                      |
| Los Angeles 1932                             | Charles Pahud de M. / Marcroix               | Earl Foster Thomson / Jenny Camp          | Clarence von Rosen / Sunnyside Maid       |
| Berlino 1936                                 | Ludwig Stubbendorff / Nurmi                  | Earl Foster Thomson / Jenny Camp          | Hans Mathiesen-Lunding / Jason            |
| Londra 1948                                  | Bernard Chevallier / Alglonne                | Frank Henry / Swing Low                   | Robert Selfelt / Claque                   |
| Helsinki 1952                                | Hans von Blixen-Finecke Jr. / Jubal          | Guy Lefrant / Verdun                      | Wilhelm Büsing / Hubertus                 |
| Melbourne 1956                               | Petrus Kastenman / Iluster                   | August Lütke-Westh / Trux von Kamax       | Francis Weldon / Kilbarry                 |
| Roma 1960                                    | Lawrence Morgan / Salad Days                 | Neale Lavis / Mirrabooka                  | Anton Bühler / Gay-Spark                  |
| Tokyo 1964                                   | Mauro Checcoli / Surbean                     | Carlos Moratorio / Chalan                 | Fritz Ligges / Donkosak                   |
| Città del Messico 1968                       | Jean-Jacques Guyon / Pitou                   | Derek Allhusen / Lochinvar                | Michael Page / Foster                     |
| Monaco di Baviera 1972                       | Richard Meade / Laurieston                   | Alessandro Argenton / Woodland            | Jan Jönsson / Sarajevo                    |
| Montréal 1976                                | Edmund Coffin / Bally-Cor                    | John Michael Plumb / Better & Bette       | Karl Schultz / Madrigal                   |
| Mosca 1980                                   | Euro Federico Roman / Rossinan               | Aleksandr Blinov / Galzun                 | Jurij Salnikov / Pintset                  |
| Los Angeles 1984                             | Mark Todd / Charisma                         | Karen Stives / Ben Arthur                 | Virginia Holgate / Priceless              |
| Seul 1988                                    | Mark Todd / Charisma                         | Ian Stark / Sir Wattie                    | Virginia Holgate / Master Craftsman       |
| Barcellona 1992                              | Matthew Ryan / Kibah Tic Toc                 | Herbert Blöcker / Feine Dame              | Blyth Tait / Messiah                      |
| Atlanta 1996                                 | Blyth Tait / Ready Teddy                     | Sally Clark / Squirrel Hill               | Kerry Milliken / Out and About            |
| Sydney 2000                                  | David O'Connor / Custom Made                 | Andrew Hoy / Swizzle In                   | Mark Todd / Eyespy II                     |
| Atene 2004                                   | Leslie Law / Shear L'Eau                     | Kimberly Severson / Winsome Andante       | Pippa Funnell / Primmore's Pride          |
| Pechino 2008                                 | Hinrich Romeike / Marius                     | Gina Miles / McKinlaigh                   | Kristina Cook / Miners Frolic             |
| Londra 2012                                  | Michael Jung / Sam                           | Sara Algotsson Ostholt / Wega             | Sandra Auffarth / Opgun Louvo             |
| Rio de Janeiro 2016                          | Michael Jung / Sam                           | Astier Nicolas / Piaf de B'Neville        | Phillip Dutton / Mighty Nice              |
| Tokyo 2020                                   | Julia Krajewski / Amande de B'Neville        | Tom Mcewen / Toledo de Kerser             | Andrew Hoy / Vassily de Lassos            |
| Parigi 2024                                  | Michael Jung / Chipmunk Frh                  | Christopher Burton / Shadow Man           | Laura Collett / London 52                 |
| Atleta meglio premiato: Michael Jung (4/0/1) | Atleta meglio premiato: Michael Jung (4/0/1) | Nazione meglio premiata: Germania (5/1/4) | Nazione meglio premiata: Germania (5/1/4) |

#### Squadre
| Edizione                                       | Oro              | Argento                   | Bronzo                    |
| ---------------------------------------------- | ---------------- | ------------------------- | ------------------------- |
| Stoccolma 1912                                 | Svezia           | Germania                  | Stati Uniti               |
| Anversa 1920                                   | Svezia           | Italia                    | Belgio                    |
| Parigi 1924                                    | Paesi Bassi      | Svezia                    | Italia                    |
| Amsterdam 1928                                 | Paesi Bassi      | Norvegia                  | Polonia                   |
| Los Angeles 1932                               | Stati Uniti      | Paesi Bassi               | —                         |
| Berlino 1936                                   | Germania         | Polonia                   | Gran Bretagna             |
| Londra 1948                                    | Stati Uniti      | Svezia                    | Messico                   |
| Helsinki 1952                                  | Svezia           | Germania Ovest            | Stati Uniti               |
| Melbourne 1956                                 | Gran Bretagna    | Squadra Unificata Tedesca | Canada                    |
| Roma 1960                                      | Australia        | Svizzera                  | Francia                   |
| Tokyo 1964                                     | Italia           | Stati Uniti               | Squadra Unificata Tedesca |
| Città del Messico 1968                         | Gran Bretagna    | Stati Uniti               | Australia                 |
| Monaco di Baviera 1972                         | Gran Bretagna    | Stati Uniti               | Germania Ovest            |
| Montréal 1976                                  | Stati Uniti      | Germania Ovest            | Australia                 |
| Mosca 1980                                     | Unione Sovietica | Italia                    | Messico                   |
| Los Angeles 1984                               | Stati Uniti      | Gran Bretagna             | Germania Ovest            |
| Seul 1988                                      | Germania Ovest   | Gran Bretagna             | Nuova Zelanda             |
| Barcellona 1992                                | Australia        | Nuova Zelanda             | Germania                  |
| Atlanta 1996                                   | Australia        | Stati Uniti               | Nuova Zelanda             |
| Sydney 2000                                    | Australia        | Gran Bretagna             | Stati Uniti               |
| Atene 2004                                     | Francia          | Gran Bretagna             | Stati Uniti               |
| Pechino 2008                                   | Germania         | Australia                 | Gran Bretagna             |
| Londra 2012                                    | Germania         | Gran Bretagna             | Nuova Zelanda             |
| Rio de Janeiro 2016                            | Francia          | Germania                  | Australia                 |
| Tokyo 2020                                     | Gran Bretagna    | Australia                 | Francia                   |
| Parigi 2024                                    | Gran Bretagna    | Francia                   | Giappone                  |
| Nazione meglio premiata: Gran Bretagna (5/5/2) |                  |                           |                           |

### Eventi non più disputati
| Edizione     | Oro                                   | Argento                        | Bronzo                                     |
| ------------ | ------------------------------------- | ------------------------------ | ------------------------------------------ |
| Parigi 1900  | Salto in alto                         | Salto in alto                  | Salto in alto                              |
| Parigi 1900  | Dominique Gardères / Canéla           | —                              | Georges van der Poele / Ludlow             |
| Parigi 1900  | Gian Giorgio Trissino / Oreste        | —                              | Georges van der Poele / Ludlow             |
| Parigi 1900  | Salto in lungo                        |                                |                                            |
| Parigi 1900  | Constant van Langhendonck / Extra-Dry | Gian Giorgio Trissino / Oreste | Camille de La Forgue de Bellegarde / Tolla |
| Parigi 1900  | Chevaux de Selle                      |                                |                                            |
| Parigi 1900  | Louis Napoléon Murat / The General    | Victor Archenoul / Retournelle | Robert de Montesquiou / Grey Leg           |
| Parigi 1900  | Attacco a quattro cavalli             |                                |                                            |
| Parigi 1900  | Georges Nagelmackers                  | Léon Thome                     | Jean de Neuflize                           |
| Anversa 1920 | Volteggio individuale                 | Volteggio individuale          | Volteggio individuale                      |
| Anversa 1920 | Daniel Bouckaert                      | Field                          | Louis Finet                                |
| Anversa 1920 | Volteggio a squadre                   |                                |                                            |
| Anversa 1920 | Belgio                                | Francia                        | Svezia                                     |

## Atleti plurimedagliati
La lista, aggiornata a Rio de Janeiro 2016, riguarda le gare individuali e le gare a squadre ed è ordinata per numero di medaglie totali (in questo caso da 5 medaglie in poi).
| Atleta                     | Nazione       | Oro | Argento | Bronzo | Totale |
| -------------------------- | ------------- | --- | ------- | ------ | ------ |
| Isabell Werth              | Germania      | 6   | 4       | 0      | 10     |
| Anky van Grunsven          | Paesi Bassi   | 3   | 5       | 1      | 9      |
| Reiner Klimke              | Germania      | 6   | 0       | 2      | 8      |
| Hans Günter Winkler        | Germania      | 5   | 1       | 1      | 7      |
| John Michael Plumb         | Stati Uniti   | 2   | 4       | 0      | 6      |
| Josef Neckermann           | Germania      | 2   | 2       | 2      | 6      |
| Raimondo D'Inzeo           | Italia        | 1   | 2       | 3      | 6      |
| Piero D'Inzeo              | Italia        | 0   | 2       | 4      | 6      |
| Charles Pahud de Mortanges | Paesi Bassi   | 4   | 1       | 0      | 5      |
| Ludger Beerbaum            | Germania      | 4   | 0       | 1      | 5      |
| Earl Foster Thomson        | Stati Uniti   | 2   | 3       | 0      | 5      |
| Liselott Linsenhoff        | Germania      | 2   | 2       | 1      | 5      |
| André Jousseaume           | Francia       | 2   | 2       | 1      | 5      |
| Mark Todd                  | Nuova Zelanda | 2   | 1       | 2      | 5      |
| Christine Stückelberger    | Svizzera      | 1   | 3       | 1      | 5      |
| Henri Chammartin           | Svizzera      | 1   | 2       | 2      | 5      |
| Gustav Fischer             | Svizzera      | 0   | 3       | 2      | 5      |